# Memorial da Real Força Aérea Australiana

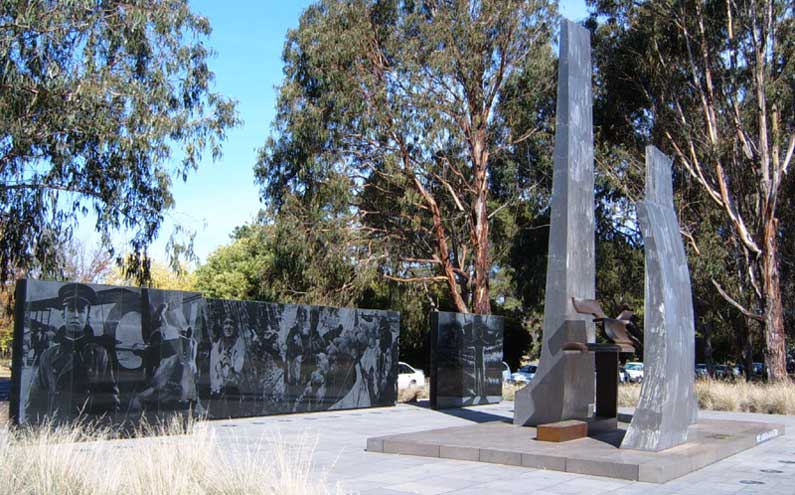
Memorial da RAAF

O Memorial da Real Força Aérea Australiana é um memorial em Anzac Parade, a principal avenida cerimonial e memorial de Camberra, a capital da Austrália. Este memorial comemorou o 50º aniversário da formação da RAAF e o serviço prestado pelos seus militares ao longo das décadas. Foi inaugurado pelo Príncipe Filipe, Duque de Edinburgo, no dia 15 de Março de 1973.